# Stor-Kalper
Stor-Kalper är en sjö i Arvidsjaurs kommun i Lappland och ingår i Byskeälvens huvudavrinningsområde. Sjön har en area på 0,176 kvadratkilometer och ligger 341,2 meter över havet.

## Delavrinningsområde
Stor-Kalper ingår i det delavrinningsområde (727352-167425) som SMHI kallar för Mynnar i Lobblet. Medelhöjden är 349 meter över havet och ytan är 12,49 kvadratkilometer. Räknas de 19 avrinningsområdena uppströms in blir den ackumulerade arean 195,85 kvadratkilometer. Kilisån som avvattnar avrinningsområdet har biflödesordning 3, vilket innebär att vattnet flödar genom totalt 3 vattendrag innan det når havet efter 125 kilometer. Avrinningsområdet består mestadels av skog (45 procent) och sankmarker (52 procent). Avrinningsområdet har 0,32 kvadratkilometer vattenytor vilket ger det en sjöprocent på 2,6 procent.